# TILE-Gx
A TILE-Gx egy VLIW utasításkészlet-architektúrájú többmagos processzorcsalád volt, amelyet a Tilera cég tervezett. Egy szövevényes hálózatból állt, ami a tervek szerint akár 100 magig skálázható volt, de csak 72 magos változatokat forgalmaztak belőle.
Néhány felvásárlás következményeként a Tilera tervei az Nvidia birtokába kerültek, ami 2022-ben megszüntette a TILE-Gx processzorok gyártását. 2018 júniusában a Linux kernel/rendszermagból kikerült ennek a processzornak a támogatása. A Tile-Gx processzorok a MikroTik CCR1000 sorozat routereiben voltak alkalmazva, és a MikroTik továbbra is támogatja ezt az architektúrát saját RouterOS Linux disztribúciójával, a Linux rendszermag fő fejlesztéstől függetlenül.

## Termékkínálat
A TILE-Gx processzorok általános jellemzői:
- 64 bites VLIW RISC mag (3-szoros kibocsátású)
- 4 MAC/ciklus SIMD kiterjesztésekkel
- L1 gyorsítótár: 64 KiB (32 KiB adat + 32 KiB utasítás) magonként
- L2 gyorsítótár: 256 KiB magonként
- L3 gyorsítótár: kapcsolt magok L2 gyorsítótára, mesh hálózaton keresztüli eléréssel
- 1, 2, vagy 4 ECC 72 bites DDR3 vezérlők
- Max. 24 PCIe 2.0 sáv
- Opcionális beépített kriptográfiai gyorsító 40 Gbit/s sebességű titkosítással (kis csomagok) és 20 Gbit/s full-duplex tömörítéssel, valódi véletlenszám-generátor, RSA gyorsító
- Gyártási folyamat: TSMC 40 nm

| Típus             | magfrekvencia (GHz) | memória sebesség | PCIe vezérlők/sávok | DDR3 vezérlők | hálózati interfészek XAUI (10 GiB) / SGMII (1 GiB) | TDP  | kriptográfiai motorok |
| ----------------- | ------------------- | ---------------- | ------------------- | ------------- | -------------------------------------------------- | ---- | --------------------- |
| TILE-Gx8009       | TILE-Gx8009         | TILE-Gx8009      | 3/10                | 1             | 2/12                                               |      |                       |
| TLR4-00980CG-10C  | 1,0                 | 1333 MT/s        | 3/10                | 1             | 2/12                                               | 9 W  | 0                     |
| TLR4-00980CG-10CE | 1,0                 | 1333 MT/s        | 3/10                | 1             | 2/12                                               | 10 W | 1                     |
| TLR4-00980CG-12C  | 1,2                 | 1600 MT/s        | 3/10                | 1             | 2/12                                               | 11 W | 0                     |
| TLR4-00980CG-12CE | 1,2                 | 1600 MT/s        | 3/10                | 1             | 2/12                                               | 12 W | 1                     |
| TILE-Gx8016       | TILE-Gx8016         | TILE-Gx8016      | 2/12                | 2             | 2/12                                               |      |                       |
| TLR4-01680CG-10C  | 1,0                 | 1600 MT/s        | 2/12                | 2             | 2/12                                               | 15 W | 0                     |
| TLR4-01680CG-10CE | 1,0                 | 1600 MT/s        | 2/12                | 2             | 2/12                                               | 15 W | 1                     |
| TLR4-01680CG-12C  | 1,2                 | 1600 MT/s        | 2/12                | 2             | 2/12                                               | 18 W | 0                     |
| TLR4-01680CG-12CE | 1,2                 | 1600 MT/s        | 2/12                | 2             | 2/12                                               | 18 W | 1                     |
| TILE-Gx8036       | TILE-Gx8036         | TILE-Gx8036      | 3/16                | 2             | 4/16                                               |      |                       |
| TLR4-03680CG-10C  | 1,0                 | 1600 MT/s        | 3/16                | 2             | 4/16                                               | 20 W | 0                     |
| TLR4-03680CG-10CE | 1,0                 | 1600 MT/s        | 3/16                | 2             | 4/16                                               | 22 W | 2                     |
| TLR4-03680CG-12C  | 1,2                 | 1866 MT/s        | 3/16                | 2             | 4/16                                               | 26 W | 0                     |
| TLR4-03680CG-12CE | 1,2                 | 1866 MT/s        | 3/16                | 2             | 4/16                                               | 28 W | 2                     |
| TILE-Gx8072       | TILE-Gx8072         | TILE-Gx8072      | 6/24                | 4             | 8/32                                               |      |                       |
| TLR4-07280CG-10C  | 1,0                 | 1600 MT/s        | 6/24                | 4             | 8/32                                               | ? W  | 0                     |
| TLR4-07280CG-10CE | 1,0                 | 1600 MT/s        | 6/24                | 4             | 8/32                                               | ? W  | 2                     |
| TLR4-07280CG-12C  | 1,2                 | 1866 MT/s        | 6/24                | 4             | 8/32                                               | ? W  | 0                     |
| TLR4-07280CG-12CE | 1,2                 | 1866 MT/s        | 6/24                | 4             | 8/32                                               | ? W  | 2                     |

## Fordítás
Ez a szócikk részben vagy egészben  a   TILE-Gx című angol Wikipédia-szócikk ezen változatának fordításán alapul.  Az eredeti cikk szerkesztőit annak laptörténete sorolja fel. Ez a jelzés csupán a megfogalmazás eredetét és a szerzői jogokat jelzi, nem szolgál a cikkben szereplő információk forrásmegjelöléseként.